# Mauro Croche
Mauro Croche (Zárate, 1 de abril de 1978) es un escritor y guionista argentino.
Se especializa en literatura de terror y suspenso.
Publicó cuatro libros, "Oscuridad", "Las Crónicas Sobrenaturales de Milena Crow", "El símbolo de la muerte" y "Watson". También guionó las películas: "A Night of Horror", "Asylum", "El juego de las Cien Velas" y "Redención en la oscuridad".

## Libros
- 2017, Oscuridad.
- 2019, Las Crónicas Sobrenaturales de Milena Crow (Ed. Planeta)
- 2020, Voces anónimas (El símbolo de la muerte) (con Guillermo Lockhart)
- 2020, Watson (El Apocalipsis Zombie Contado por un Gato Callejero)
- 2021, El Misterio de Cabo Frío (con Guillermo Lockhart)
- 2024, Watson 2 (La Guerra Contra los Humanos)

## Películas
- 2019, Night of Horror.
- 2020, Asylum
- 2020, El Juego de las Cien Velas
- 2021, La cola del diablo
- 2023, Redención en la Oscuridad